# Урал (Буздяцький район)
Ура́л (рос. Урал, башк. Урал) — присілок у складі Буздяцького району Башкортостану, Росія. Входить до складу Каранської сільської ради.
Населення — 47 осіб (2010; 46 у 2002).
Національний склад:
- башкири — 87 %